# Dorocordulia libera
Dorocordulia libera – gatunek ważki z rodziny szklarkowatych (Corduliidae). Występuje w Ameryce Północnej (Stany Zjednoczone i Kanada). Imagines latają od maja do sierpnia.

## Charakterystyka
- Ubarwienie: Mają tułów koloru metaliczno-zielonego z brązowymi włosami, czarnymi nogami i przezroczystymi skrzydłami. Oczy są metalicznie zielone, pozornie świecące. Brzuch jest cienkowłosy brązowozielony.
- Wielkość: jest smukły i kruchy, długość ciała oscyluje około 1,1 cala.
- Sezon występowania: w Wisconsin od końca maja do końca sierpnia.
- Siedlisko: występuje w okolicach stawów, jezior, torfowisk i bagnistych powolnych strumieni[4].